# Patelloceto
Patelloceto là một chi nhện trong họ Trachelidae.

## Các loài
- Patelloceto denticulata Lyle & Haddad, 2010
- Patelloceto media Lyle & Haddad, 2010
- Patelloceto secutor Lyle & Haddad, 2010